# Комплексне число

Відображення натуральних, цілих, раціональних, дійсних і комплексних чисел
колами Ейлера

Ко́мпле́ксні чи́сла — розширення поля дійсних чисел, зазвичай позначається {\displaystyle \mathbb {C} }.
Будь-яке комплексне число може бути зображено формальною сумою {\displaystyle x+iy}, де {\displaystyle x} і {\displaystyle y} — дійсні числа, {\displaystyle i} — уявна одиниця.
Комплексні числа утворюють алгебрично замкнуте поле — це означає, що многочлен степеня n із комплексними коефіцієнтами має рівно n комплексних коренів (основна теорема алгебри). Це є головною причиною широкого застосування комплексних чисел у математиці. Крім того, застосування комплексних чисел дозволяє зручно й компактно формулювати багато математичних моделей у фізиці.
Поле комплексних чисел можна розглядати як розширення поля дійсних чисел, в якому многочлен {\displaystyle z^{2}+1} має корінь. Наступна модель показує можливість побудови такої системи чисел. Усі змісти комплексних чисел є ізоморфними розширеннями поля дійсних чисел {\displaystyle \mathbb {R} }, як і будь-які інші конструкції поля розкладання многочлена {\displaystyle z^{2}+1}.
Комплексне число {\displaystyle z} можна визначити як упорядковану пару дійсних чисел {\displaystyle (x,y)}, а операції додавання й множення таких пар визначено таким чином:
- {\displaystyle (x,\;y)+(x',\;y')=(x+x',\;y+y');}
- {\displaystyle (x,\;y)\cdot (x',\;y')=(xx'-yy',\;xy'+yx').}

Дійсні числа є в цій моделі підмножиною множини комплексних чисел і подані парами виду {\displaystyle (x,\;0)}, причому операції з такими парами узгоджено зі звичайними додаванням і множенням дійсних чисел. Нуль зображується парою {\displaystyle 0=(0,\;0)}, одиниця — {\displaystyle 1=(1,\;0)}, а уявна одиниця — {\displaystyle i=(0,\;1)}. На множині комплексних чисел нуль і одиниця мають ті ж властивості, що й на множині дійсних, а квадрат уявної одиниці, як легко перевірити, дорівнює {\displaystyle (-1,\;0)}, тобто {\displaystyle -1}.
Нескладно показати, що визначені вище операції мають ті ж властивості, що й аналогічні операції з числами. Винятком є тільки властивості, пов'язані з відношенням порядку (більше-менше), тому що розширити порядок дійсних чисел, включивши в нього всі комплексні числа і при цьому зберігши звичайні властивості порядку, неможливо.
Відомо також кілька узагальнень комплексних чисел, таких як кватерніони.

## Комплексна арифметика

### Пов'язані означення
Будь-яке комплексне число {\displaystyle z=a+bi} складається з двох компонентів:
- Величина {\displaystyle a} називається дійсною частиною числа {\displaystyle z} і позначається {\displaystyle \operatorname {Re} \,z} або {\displaystyle \operatorname {Re} (z).} Також зустрічається готичний символ[3]: {\displaystyle \Re (z).}
  - Якщо {\displaystyle a=0}, то {\displaystyle z} називається уявним або чисто уявним числом. Замість {\displaystyle 0+bi} зазвичай пишуть просто {\displaystyle bi.}
- Величина {\displaystyle b} називається уявною частиною числа {\displaystyle z} і позначається {\displaystyle \operatorname {Im} \,z} або {\displaystyle \operatorname {Im} (z).} Також зустрічається готичний символ[4]: {\displaystyle \Im (z).}
  - Якщо {\displaystyle b=0}, то {\displaystyle z} є дійсним числом. Замість {\displaystyle a+0i} зазвичай пишуть просто {\displaystyle a.} Наприклад, комплексний нуль {\displaystyle 0+0i} позначається просто як {\displaystyle 0.}

Арифметичні дії виконуються аналогічно до дій з многочленами, але з урахуванням рівності {\displaystyle i^{2}=-1\,}.
Нехай {\displaystyle z_{1}=a+bi\,} та {\displaystyle z_{2}=c+di\,} — комплексні числа. Тоді:
1. {\displaystyle z_{1}+z_{2}=(a+bi)+(c+di)=(a+c)+(b+d)i\,}
2. {\displaystyle z_{1}-z_{2}=(a+bi)-(c+di)=(a-c)+(b-d)i\,}
3. {\displaystyle z_{1}z_{2}=(a+bi)(c+di)=ac+adi+bci+bdi^{2}=ac+adi+bci-bd=(ac-bd)+(ad+bc)i\,}
4. {\displaystyle {\frac {z_{1}}{z_{2}}}={\frac {a+ib}{c+id}}={\frac {(a+ib)(c-id)}{(c+id)(c-id)}}={\frac {ac+bd}{c^{2}+d^{2}}}+{\frac {bc-ad}{c^{2}+d^{2}}}i}
5. {\displaystyle z_{1}=z_{2}\Leftrightarrow a_{1}=a_{2}\wedge b_{1}=b_{2}}

Для комплексних чисел певним чином визначають також інші операції, наприклад, піднесення до довільного комплексного степеня, логарифмування, знаходження синуса, косинуса тощо. Деякі з цих операцій не є однозначними і ведуть до розгляду багатозначних функцій, які взагалі часто виникають при вивченні функцій комплексної змінної. Теорію про функції комплексної змінної часто називають комплексним аналізом. Одним зі способів означення елементарних функцій комплексної змінної є задання такої функції як суми степеневого ряду, в який можна розкласти аналогічну функцію дійсної змінної (див. Ряд Тейлора).

### Властивості

Комплексне число можна представити парою чисел (x, y), що утворюють вектор на діаграмі, яка називається Діаграма Арганда, що зображає комплексну площину. «Re» — вісь дійсних чисел, «Im» — вісь уявних чисел, а i задовольняє умові i^{2} = −1.

1. {\displaystyle z_{1}+z_{2}=z_{2}+z_{1}\,}
2. {\displaystyle z_{1}\cdot z_{2}=z_{2}\cdot z_{1}\,}
3. {\displaystyle (z_{1}+z_{2})+z_{3}=z_{1}+(z_{2}+z_{3})\,}
4. {\displaystyle z_{1}\cdot (z_{2}\cdot z_{3})=(z_{1}\cdot z_{2})\cdot z_{3}\,}
5. {\displaystyle (z_{1}+z_{2})\cdot z_{3}=z_{1}\cdot z_{3}+z_{2}\cdot z_{3}\,}

### Пов'язані визначення
Нехай {\displaystyle ~x} і {\displaystyle ~y} — дійсні числа, такі, що комплексне число {\displaystyle ~z=x+iy} (звичайні позначення). Тоді
- Числа {\displaystyle \operatorname {Re} z} і {\displaystyle \operatorname {Im} z} називаються відповідно дійсною (Real) і уявною (Imaginary) частинами {\displaystyle ~z}.
  - Якщо {\displaystyle ~x=0}, то {\displaystyle ~z} називається уявним або чисто уявним.
- Число {\displaystyle |z|={\sqrt {x^{2}+y^{2}}}} називається модулем числа {\displaystyle ~z}, часто його записують буквою {\displaystyle r} або {\displaystyle ~\rho }. Для дійсного числа модуль збігається з його абсолютною величиною. Деякі властивості модуля:
1) {\displaystyle |z|\geqslant 0\,}, причому {\displaystyle |z|=0\,} тоді і тільки тоді, коли {\displaystyle z=0\,}
2) {\displaystyle |z_{1}+z_{2}|\leqslant |z_{1}|+|z_{2}|\,} (нерівність трикутника)
3) {\displaystyle |z_{1}\cdot z_{2}|=|z_{1}|\cdot |z_{2}|\,}
4) {\displaystyle |z_{1}/z_{2}|=|z_{1}|/|z_{2}|\,}

З третьої властивості випливає {\displaystyle |a\cdot z|=|a|\cdot |z|}, де {\displaystyle a\in \mathbb {R} }. Дана властивість модуля разом з першими двома властивостями вводять на множені комплексних чисел структуру двовимірного нормованого простору над полем {\displaystyle \mathbb {R} }.
- Кут {\displaystyle \varphi } такий, що: {\displaystyle \cos \varphi ={\frac {x}{|z|}}} і {\displaystyle \sin \varphi ={\frac {y}{|z|}}~~}, називається аргументом {\displaystyle ~z} і позначається {\displaystyle \operatorname {Arg} z}. Для комплексного нуля значення аргумента не визначене, для ненульового числа {\displaystyle ~z} аргумент визначається з точністю до {\displaystyle 2k\pi }, де {\displaystyle k} — будь-яке ціле число. Головним значенням аргумента (позначається {\displaystyle \operatorname {arg} z}[5]) називається таке значення, що {\displaystyle -\pi <\varphi \leqslant \pi }.
- Оберненим до числа {\displaystyle z} називають таке число, яке, при множенні на {\displaystyle z} дає одиницю. Щоб знайти {\displaystyle {\frac {1}{z}}}, чисельник і знаменник числа можна помножити на спряжене до {\displaystyle z} комплексне число, і скористатись тим, що {\displaystyle z{\bar {z}}=|z|^{2}}. Таким чином,

{\displaystyle {\frac {1}{z}}={\frac {\bar {z}}{z{\bar {z}}}}={\frac {\bar {z}}{|z|^{2}}}={\frac {a-bi}{a^{2}+b^{2}}}={\frac {a}{a^{2}+b^{2}}}-{\frac {b}{a^{2}+b^{2}}}i.}

### Спряжені числа
Якщо комплексне число {\displaystyle ~z=x+iy}, то число {\displaystyle ~{\bar {z}}=x-iy} називається спряженим (або комплексно спряженим) до {\displaystyle ~z}.
Перехід до спряженого числа можна розглядати як одномісну операцію; її властивості.
- {\displaystyle {\bar {\bar {z}}}=z} (спряжене до спряженого є початкове)
- {\displaystyle z\cdot {\bar {z}}=|z|^{2}}
- {\displaystyle {\overline {z_{1}\pm z_{2}}}={\bar {z_{1}}}\pm {\bar {z_{2}}}}
- {\displaystyle {\overline {z_{1}\cdot z_{2}}}={\bar {z}}_{1}\cdot {\bar {z}}_{2}}
- {\displaystyle {\overline {z_{1}/z_{2}}}={\bar {z}}_{1}/{\bar {z}}_{2}}

Узагальнення: {\displaystyle {\overline {p(z)}}=p({\bar {z}})}, де {\displaystyle p(z)} — довільний комплексний многочлен.
- {\displaystyle |{\bar {z}}|=|z|} (модуль спряженого числа такий же, як у вихідного)
- {\displaystyle \operatorname {Re} \ z={\frac {z+{\bar {z}}}{2}};\quad \operatorname {Im} \ z={\frac {z-{\bar {z}}}{2i}}}

### Квадратні корені

Ріманова поверхня для √z. По вертикалі відкладається дійсна частина функції. Щоб отримати поверхню, що відповідає уявній частині, треба розвернути фігуру на 180° навколо вертикальної осі

Якщо є комплексне число {\displaystyle z=a+bi}, то у рівняння {\displaystyle \omega ^{2}=z} є два корені: {\displaystyle \omega =\pm (\gamma +\delta i)}, де
{\displaystyle \gamma ={\sqrt {\frac {a+{\sqrt {a^{2}+b^{2}}}}{2}}}}
і
{\displaystyle \delta =\operatorname {sgn}(b){\sqrt {\frac {-a+{\sqrt {a^{2}+b^{2}}}}{2}}},}
де {\displaystyle \operatorname {sgn}(b)} — функція, що дорівнює 1 для додатних чисел і -1 для від'ємних.
Варто зазначити, що деякі з рівностей, що є правильними, коли під знаком кореня стоять додатні числа, не виконуються для комплексних коренів
- {\displaystyle {\sqrt {zw}}={\sqrt {z}}*{\sqrt {w}}} (контрприклад — {\displaystyle z=-1,w=-1})
- {\displaystyle {\sqrt {1/z}}=1/{\sqrt {z}}} (контрприклад — {\displaystyle z=-1})

Існує кілька розповсюджених хибних парадоксів, що виникають через неправильне використання квадратного кореня, наприклад
{\displaystyle 1={\sqrt {1}}={\sqrt {(-1)(-1)}}={\sqrt {-1}}{\sqrt {-1}}=i\cdot i=-1.}

### Корені вищих степенів

корені п'ятого степеня з одиниці

У загальному випадку, рівняння {\displaystyle \omega ^{n}=z} має n коренів (із врахуванням кратності).
Якщо розташувати їх на комплексній площині, то можна побачити, що всі вони завжди рівномірно розташовані на колі з радіусом {\displaystyle \|\omega \|=\|z\|^{1/n}}.
Зручним способом обрахувати ці корені є формула Муавра:
{\displaystyle z^{1/n}=r^{1/n}\left(\cos {\frac {\varphi +2\pi k}{n}}+i\sin {\frac {\varphi +2\pi k}{n}}\right),}
де k = 0, 1, …, n—1.
Для застосування цієї формули число z має бути в тригонометричній формі.

## Зміст комплексних чисел

### Геометричний зміст

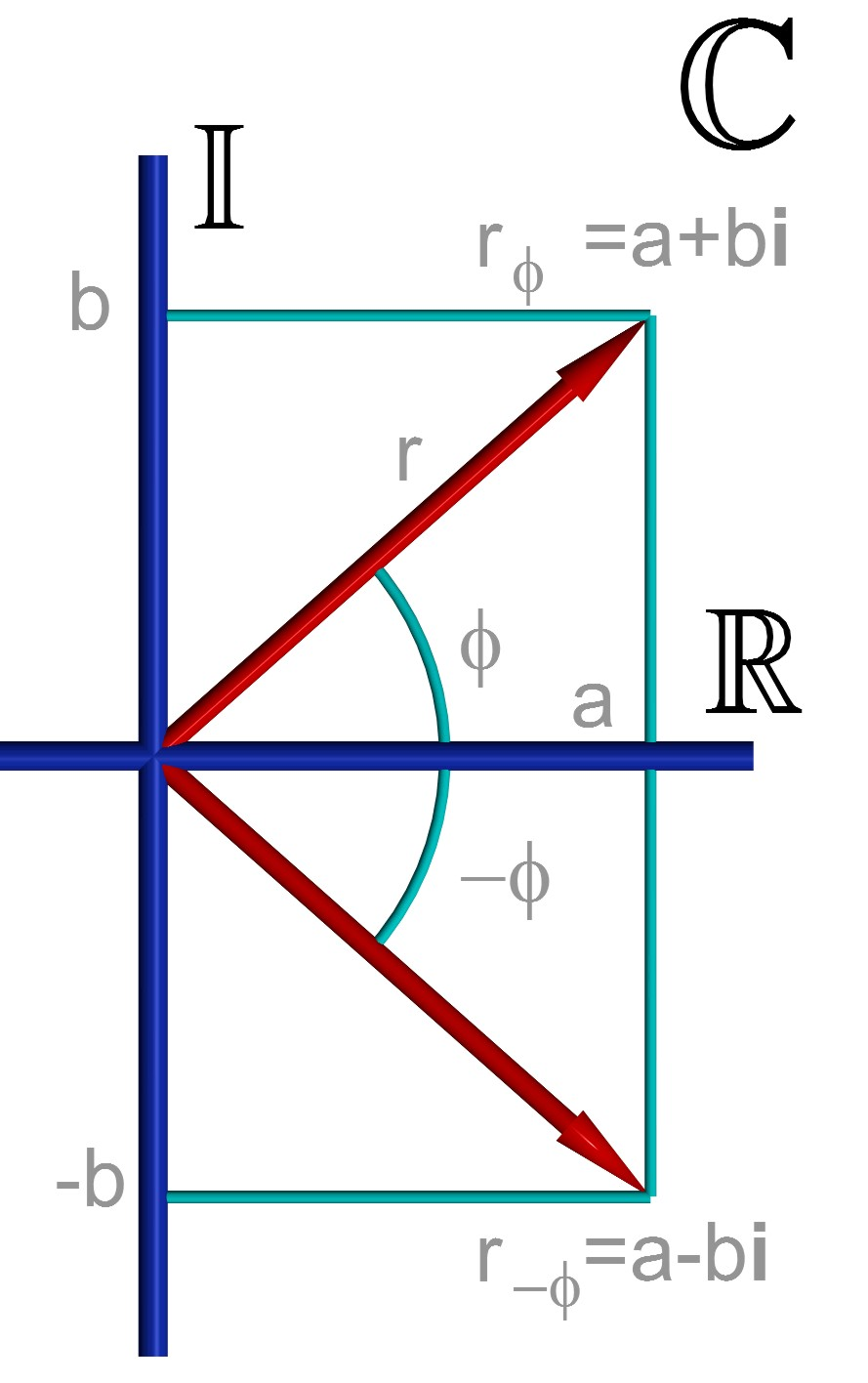
Геометрична інтерпретація комплексних чисел.

Комплексне число можна ототожнити з точкою площини:
- у декартовій системі координат точка описується парою координат {\displaystyle (a,\;b)} чи {\displaystyle (a+bi)\,} (алгебраїчна форма комплексного числа).
- у полярній системі координат точка описується довжиною вектора {\displaystyle r\,} (від початку координат до даної точки) та кутом {\displaystyle \varphi } між віссю абсцис та даним вектором (тригонометрична форма комплексного числа).

Для переходу від однієї форми запису комплексного числа до іншої застосовують формулу:
{\displaystyle z=r(\cos \varphi +i\cdot \sin \varphi )},
де {\displaystyle r\,} і {\displaystyle \varphi } — дійсні числа, причому {\displaystyle r\,} додатне. У такій формі можна подати довільне комплексне число, відмінне від 0.
{\displaystyle r\,} (називається модулем числа {\displaystyle z\,}) — це відстань між точкою {\displaystyle (a,b)\,} та початком координат.
{\displaystyle \varphi } (називається аргументом числа {\displaystyle z\,}) — кут (виражений у радіанах) між правою піввіссю осі абсцис і вищезгаданим вектором, причому кут відраховується проти годинникової стрілки (а в разі руху за стрілкою годинника береться зі знаком «мінус»).
{\displaystyle a=r\cos \varphi },
{\displaystyle b=r\sin \varphi },
{\displaystyle r={\sqrt {a^{2}+b^{2}}}\,},
{\displaystyle \cos \varphi ={\frac {a}{r}},\qquad \sin \varphi ={\frac {b}{r}},\qquad {\text{tg}}\;\varphi ={\frac {b}{a}}.}

Геометрична інтерпретація множення числа 2 + і(синій трикутник) на 3 + і(червоний трикутник)

Подання числа у тригонометричній формі єдине з точністю до цілої кількості повних обертів, які можна додавати до аргументу.
Із використанням формули Ейлера можна переписати тригонометричну форму так:
{\displaystyle z=re^{i\varphi }}.
Геометричний зміст зручний для інтерпретації операцій над комплексними числами. Так, додавання та віднімання комплексних чисел рівносильне відповідно додаванню та відніманню відповідних векторів. При множенні комплексних чисел їх модулі множаться, а аргументи додаються (так що поворот навколо початку координат можна інтерпретувати як множення на певне комплексне число з одиничним модулем). При діленні комплексних чисел їх модулі діляться, а аргументи віднімаються. При піднесенні комплексного числа до цілого степеня його модуль підноситься до того ж степеня, а аргумент множиться на показник степеня; це правило називається формулою Муавра і значно спрощує виконання піднесення комплексних чисел до великих степенів.

### Комплексні числа, представлені в матричній формі
Кожному комплексному числу {\displaystyle a+ib\,} (з дійсними {\displaystyle a\,} та {\displaystyle b\,}) можна поставити у відповідність квадратну матрицю 2-го порядку виду {\displaystyle {\begin{pmatrix}a&-b\\b&a\end{pmatrix}}}. Така відповідність задає ізоморфізм між системою комплексних чисел і системою матриць такого виду, якщо додаванню, відніманню та множенню комплексних чисел поставити у відповідність звичайні додавання, віднімання та множення матриць. Легко бачити, що в цьому представлені операції комплексного спряження відповідає транспонування матриці. Дійсна одиниця зображується як одинична матриця {\displaystyle {\begin{pmatrix}1&0\\0&1\end{pmatrix}}}, а уявна одиниця — як {\displaystyle {\begin{pmatrix}0&-1\\1&0\end{pmatrix}}}.
Неважко прослідкувати, що справді вищезгадані арифметичні дії дають відповідні результати при виконанні їх над числами та над відповідними матрицями (що й доводить ізоморфність цих структур):
1. {\displaystyle {\begin{pmatrix}a&-b\\b&a\end{pmatrix}}+{\begin{pmatrix}c&-d\\d&c\end{pmatrix}}={\begin{pmatrix}a+c&-(b+d)\\b+d&a+c\end{pmatrix}}}, що відповідає дії {\displaystyle (a+bi)+(c+di)=(a+c)+(b+d)i\,}.
2. {\displaystyle {\begin{pmatrix}a&-b\\b&a\end{pmatrix}}\cdot {\begin{pmatrix}c&-d\\d&c\end{pmatrix}}={\begin{pmatrix}ac-bd&-(ad+bc)\\ad+bc&ac-bd\end{pmatrix}}}, що відповідає дії {\displaystyle (a+bi)(c+di)=(ac-bd)+(ad+bc)i\,}.

Як можна бачити, матриці, якими представляються комплексні числа є подібними до матриць повороту, тому множення комплексних чисел можна представити у геометричній формі як поворот в комплексній площині.

## Узагальнення
Процедура розширення множини {\displaystyle \mathbb {R} } в {\displaystyle \mathbb {C} } називається процедурою Келі — Діксона. Цю процедуру можна застосувати і до самих комплексних чисел, розширюючи їх множини до кватерніонів {\displaystyle \mathbb {H} } , октоніонів {\displaystyle \mathbb {O} } і седеніонів {\displaystyle \mathbb {S} }.
Проте, застосування процедури до поля дійсних чисел призводить до втрати ним властивості впорядкованості, а при подальшому узагальненні втрачаються й деякі інші властивості — так, кватерніони втрачають властивість комутативності множення (таким чином, множина кватерніонів є тілом), а октоніони — властивість асоціативності множення. Седеніони, згідно з теоремою Гурвіца, не є нормованими алгебрами, тобто в них не виконується рівняння
{\displaystyle \ |ab|=|a|\cdot |b|} (більш того, окрім {\displaystyle \mathbb {R} }, {\displaystyle \mathbb {C} }, {\displaystyle \mathbb {H} } і {\displaystyle \mathbb {O} } таких алгебр не існує).
Інший спосіб розширення пов'язаний із матричним представленням комплексних чисел — будь яке число {\displaystyle w} може бути зіставлене з матрицею
{\displaystyle {\begin{pmatrix}\operatorname {Re} (w)&-\operatorname {Im} (w)\\\operatorname {Im} (w)&\;\;\operatorname {Re} (w)\end{pmatrix}}}
Але це не єдиний вид лінійних представлень комплексних чисел. Будь-яка матриця виду
{\displaystyle J={\begin{pmatrix}p&q\\r&-p\end{pmatrix}},\quad p^{2}+qr+1=0}
має наступну властивість: {\displaystyle J^{2}=I}, де {\displaystyle I} — одинична матриця. Таким чином, конструкція виду
{\displaystyle \{z=aI+bJ:a,b\in R\}}
також є ізоморфною полю {\displaystyle \mathbb {C} }, і породжує альтернативну структуру на полі {\displaystyle \mathbb {R} ^{2}}. Ці структури можна узагальнити і формі комплексних структур на дійсному лінійному просторі.
Гіперкомплексні числа є ще одним способом генералізації комплексних чисел — наприклад, подвійні числа виду {\displaystyle \ a+bj,} де {\displaystyle \ a,b} — дійсні числа; {\displaystyle \ j} — уявна одиниця, така що{\displaystyle \ j^{2}=+1.}.
Ще ширшими узагальненнями комплексних чисел можна вважати алгебри Кліфорда, побудовані на комплексних векторних просторах.

## Фізичний зміст
Довгий час комплексні числа вважали абстрактною категорією, що не має застосування в реальному світі, проте за останні століття було знайдено багато випадків, коли фізичні величини, що представлені дійсними числами, якщо їх виразити через комплексні, стають значно зручнішими для розрахунків. Нижче наведено кілька найбільш значущих прикладів:

### Електротехніка
Оскільки змінний струм є коливальним процесом, його зручно описувати й досліджувати із застосуванням комплексних чисел. Вводяться також поняття імпедансу або комплексного опору для реактивних елементів електричного кола таких як ємність і індуктивність — це допомагає розрахувати струми в ланцюзі. З огляду на те, що традиційно символ {\displaystyle {\displaystyle i}} в електротехніці позначає величину струму, уявну одиницю там позначають буквою {\displaystyle \displaystyle j}. У багатьох галузях електротехніки (в основному радіочастотної і оптичної) використовується не запис рівнянь струму і напруги для ланцюга, а безпосередньо рівняння Максвелла в їх спектральному поданні, фізичні величини яких задані в комплексній площині, і при переході з {\displaystyle \displaystyle (t,x)} — в {\displaystyle \displaystyle (\omega ,k)} — простір (де {\displaystyle \displaystyle t} — час, {\displaystyle \displaystyle \omega } — кутова частота) за допомогою перетворення Фур'є виходять простіші рівняння без похідних.

### Квантова механіка
У квантовій механіці частинки завжди мають хвильову природу, аж до моменту вимірювання, який провокує колапс хвильової функції. Для того, щоб коректно представити це в математичній формі, вводиться комплексна функція, що називається хвильовою, яка дозволяє виразити стан будь-якої квантової системи.

### Аеродинаміка
Одна з найбільш важливих у аеродинаміці формул, перетворення Жуковського, що використовується для побудови оптимального профілю крила, є функцією комплексної змінної.

### Теорія відносності
Простір Мінковського, що є математичною інтерпретацією чотиривимірного простору-часу нашого Всесвіту, фактично має три дійсних і одну уявну координату. Перетворення Лоренца можна виразити як поворот у цьому просторі.

### Теорія керування
У теорії автоматичного керування, рівняння в комплексних числах потрібні для визначення стійкості системи — здатність системи, що автоматично керується, повертатися в сталий режим після деякого збурення.

## Математичне застосування
Окрім широкого застосування безпосередньо в теорії функції комплексної змінної, комплексні числа виникають у різноманітних галузях математики

### Фрактали
Множина Мандельброта і множина Жуліа визначаються як області, на яких деяка ітераційно визначена послідовність комплексних чисел завжди буде мати скінченну верхню границю.

### Теорія чисел
Одна з проблем тисячоліття, гіпотеза Рімана, передбачає деяку форму розподілу нулів комплексної функції, що має назву дзета-функція Рімана. Цей розподіл виявляється тісно пов'язаним з розподілом простих чисел.

## Історія
Квадратні корені були відомі ще у давньому Вавилоні, проте всі давні автори або взагалі не розглядали квадратні корені з від'ємних чисел, або ж просто зазначали їх неможливість.
Вперше, мабуть, уявні величини з'явилися у відомій праці «Велике мистецтво, або про правила» алгебри Кардано (1545) під час розв'язку квадратного рівняння x2 — 10x + 40 = 0, який однак, визнав їх «беззмістовними, хоча і хитромудрими». Користь уявних величин, зокрема, при розв'язуванні кубічного рівняння, у випадку, коли дійсні корені многочлена виражаються через кубічний корінь з уявних величин, що не приводиться, вперше оцінив Бомбеллі (1572), хоча і він вважав комплексні числа даремною забавкою.
Вирази вигляду {\displaystyle a+b{\sqrt {-1}}}, що з'являються при розв'язуванні квадратних і кубічних рівнянь, стали називати «уявними» в XVI—XVII століттях завдяки Декарту, що таким чином намагався підкреслити їх нереальність. В цілому, для багатьох вчених того часу, природа комплексних чисел була незрозумілою, а їх право на існування видавалося доволі сумнівним, втім, це ж можна сказати і про ірраціональні і навіть про від'ємні числа. Лейбніц, наприклад, писав: «Дух божий знайшов якнайтоншу віддушину в цьому диві аналізу, виродку з світу ідей, подвійній суті, що знаходиться між буттям і небуттям, яку ми називаємо уявним коренем з від'ємної одиниці». Проте, той факт, що застосування методів роботи з раціональними числами давало логічні результати і для комплексних, давало математикам привід для більшої довіри.
Довгий час було неясно, чи всі операції над комплексними числами приводять до комплексних результатів, або, наприклад, добування кореня може привести до відкриття якогось нового типу чисел. Задача про вираз кореня степеня n з даного числа була розв'язана в роботах Муавра (1707) і Котса (1722). Також Муавр помітив зв'язок між комплексними числами і тригонометричними функціями, завдяки чому він вивів відому формулу Муавра:
{\displaystyle (\cos \theta +i\sin \theta )^{n}=\cos n\theta +i\sin n\theta .\,}
Символ {\displaystyle i={\sqrt {-1}}} запропонував Ейлер (1777, опубл. 1794), що узяв для цього першу букву слова лат. imaginarius. Він же розповсюдив всі стандартні функції, включаючи логарифм, на комплексну область, а також вивів формулу Ейлера, що пов'язує комплексну експоненту з тригонометричними функціями. Ейлер також висловив у 1751 році думку про замкнутість алгебри поля комплексних чисел. До такого ж висновку прийшов д'Аламбер (1747), але перший строгий доказ цього факту належить Гаусу (1799). Гаус ввів у загальний вжиток термін «комплексне число» в 1831 році, хоча цей термін раніше використовував в тому ж сенсі французький математик Лазар Карно в 1803 році, а також поняття «норми» a2 + b2.
Геометричне тлумачення комплексних чисел і дій над ними з'явилося вперше в роботі Каспара Весселя (1799). Перші кроки в цьому напрямі були зроблені Валлісом (Англія) в 1685 році. Сучасний геометричний зміст, іноді його ще називають «діаграмою Аргана», увійшов до вжитку після публікації в 1806-му і 1814-му роках роботи Аргана, що повторювала незалежно висновки Весселя. Саме Арганд ввів термін «модуль» для величини {\displaystyle {\sqrt {a^{2}+b^{2}}}}. Терміни «аргумент» і «спряжене число» ввів Коші. Завдяки цим роботам, став зрозумілим тісний зв'язок між комплексними числами і векторною алгеброю.
У 1806 році Арган за допомогою комплексних чисел вперше опублікував строге доведення основної теореми алгебри — твердження про те, що будь-який многочлен над полем комплексних чисел має комплексний корінь.
Арифметичну модель комплексних чисел як пари дійсних чисел побудував Гамільтон (1837); це довело несуперечність їхніх властивостей.
Успішність моделі комплексних чисел як векторів на площині підштовхнула математиків до пошуків подібної репрезентації тривимірного простору. Проте ці пошуки не призвели до успіху, однак, 1843 року Гамільтон відкрив тіло кватерніонів (векторів у чотиривимірному просторі), щоправда, відмовившись від властивості комутативності множення для них.